# Nefopam
Nefopam, được bán dưới tên thương hiệu Acupan và nefopam medisol và với các tên gọi khác, là một loại thuốc giảm đau. Nó chủ yếu được sử dụng để điều trị đau vừa đến nặng, cấp tính hoặc mạn tính.
Nó được cho là hoạt động trong não và tủy sống để giảm đau. Ở đó nó được cho là hoạt động thông qua các cơ chế độc đáo. Đầu tiên, nó làm tăng hoạt động của các chất dẫn truyền thần kinh serotonin, norepinephrine và dopamine liên quan đến, trong số những thứ khác, báo hiệu đau. Thứ hai, nó điều chỉnh các kênh natri và calci, do đó ức chế sự giải phóng glutamate, một chất dẫn truyền thần kinh quan trọng liên quan đến xử lý đau.

## Sử dụng trong y tế
Nefopam có hiệu quả để ngăn ngừa run trong quá trình phẫu thuật hoặc phục hồi sau phẫu thuật. Nefopam có hiệu quả rõ rệt hơn aspirin như một thuốc giảm đau trong một thử nghiệm lâm sàng, mặc dù với tỷ lệ tác dụng phụ cao hơn như đổ mồ hôi, chóng mặt và buồn nôn, đặc biệt là ở liều cao hơn. Hiệu lực tương đối ước tính của nefopam với morphin cho thấy 20 mg nefopam HCl là thuốc giảm đau gần đúng bằng 12  mg morphin có hiệu quả giảm đau tương đương với morphin, hoặc oxycodone, trong khi Nefopam có xu hướng tạo ra ít tác dụng phụ hơn, không gây ức chế hô hấp, và ít có khả năng lạm dụng hơn, và vì vậy rất hữu ích hoặc là một biện pháp thay thế cho opioid, hoặc là một phương pháp điều trị bổ trợ để sử dụng cùng với opioid (s) hoặc các thuốc giảm đau khác. Nefopam cũng được sử dụng để điều trị nấc cụt nghiêm trọng.

## Khối u desmoid
Nefopam đang được nghiên cứu để điều trị các khối u desmoid liên quan đến bệnh u xơ tử cung. Nefopam đã được chứng minh là làm chậm hoặc ngừng sự phát triển của khối u desmoid ở chuột trong một nghiên cứu tiền lâm sàng.

## Chống chỉ định
Nefopam chống chỉ định ở những người bị rối loạn co giật, những người đã được điều trị bằng các thuốc ức chế monoamin oxydase không hồi phục như phenelzine, tranylcypromine hoặc isocarboxazid trong vòng 30 ngày qua và những người bị đau cơ tim, trong những ngày qua.

## Tác dụng phụ
Các tác dụng phụ thường gặp bao gồm buồn nôn, hồi hộp, khô miệng, chóng mặt và bí tiểu. Các tác dụng phụ ít gặp hơn bao gồm nôn mửa, mờ mắt, buồn ngủ, đổ mồ hôi, mất ngủ, nhức đầu, nhầm lẫn, ảo giác, nhịp tim nhanh, làm nặng thêm cơn đau thắt ngực và hiếm khi là biến màu hồng tạm thời và lành tính của da hoặc đa hồng cầu. Nhìn chung, tỷ lệ tác dụng phụ ít hơn với công thức uống và nói chung là thoáng qua và nhẹ trong tự nhiên.

## Quá liều
Quá liều và tử vong đã được báo cáo với nefopam, mặc dù những sự kiện này ít phổ biến hơn với nefopam so với thuốc giảm đau opioid. Quá liều thường biểu hiện với co giật, ảo giác, nhịp tim nhanh và lưu thông tăng động. Điều trị thường là hỗ trợ, quản lý các biến chứng tim mạch với thuốc chẹn beta và hạn chế hấp thu bằng than hoạt tính.

## Tương tác
Thuốc có tác dụng kháng cholinergic và giao cảm với các tác nhân khác với các đặc tính này. Nên tránh sử dụng ở những người nhận một số loại thuốc chống trầm cảm (thuốc chống trầm cảm ba vòng hoặc thuốc ức chế monoamin oxydase) vì có khả năng gây ra hội chứng serotonin hoặc cơn tăng huyết áp.

## Dược lý
| Vị trí | Ki (nM) |
| ------ | ------- |
| SERT   | 29      |
| NET    | 33      |
| DAT    | 531     |
| 5-HT2A | 1.685   |
| 5-HT2B | 330     |
| 5-HT2C | 56      |

Cơ chế tác dụng của nefopam và tác dụng giảm đau của nó vẫn chưa được hiểu rõ, mặc dù sự ức chế tái hấp thu serotonin, norepinephrine và ở mức độ thấp hơn dopamine (nghĩa là hoạt động như một SNDRI) được cho là có liên quan. Nó cũng làm giảm tín hiệu glutamate thông qua các kênh điều chế natri và calci.

## Dược động học
Sinh khả dụng tuyệt đối của nefopam là thấp. Nó được báo cáo để đạt được nồng độ trị liệu trong huyết tương từ 49 đến 183 nM. Thuốc có khoảng 73% protein gắn trong phạm vi huyết tương từ 7 đến 226 ng/mL (28-892   nM).  Sự chuyển hóa của nefopam là ở gan, do N - demethylation và thông qua các tuyến khác.  Thời gian bán hủy cuối cùng của nó là 3 đến 8 giờ, trong khi đó chất chuyển hóa hoạt động của nó, desmethylnefopam, là 10 đến 15 giờ.  Nó được loại bỏ chủ yếu trong nước tiểu, và ở mức độ thấp hơn trong phân.

## Hóa học
Nefopam là một chất tương tự theo chu kỳ của orphenadrine, diphenhydramine và tofenacin, với mỗi hợp chất này khác nhau chỉ bởi sự hiện diện của một hoặc hai nguyên tử cacbon. Hệ thống vòng của nefopam là hệ thống benzoxazocine.

## Xã hội và văn hoá

### Sử dụng giải trí
Việc sử dụng nefopam giải trí hiếm khi được báo cáo, và ít phổ biến hơn nhiều so với thuốc giảm đau opioid.